# GW170104
GW170104 là tín hiệu sóng hấp dẫn được hai trạm của LIGO đo trực tiếp vào ngày 4 tháng 1 năm 2017. Nhóm hợp tác khoa học LIGO và Virgo đã thông báo và đăng kết quả nghiên cứu của họ trên tạp chí Physical Review Letters vào ngày 1 tháng 6 năm 2017, và đây là tín hiệu thứ ba đo được, sau GW150914 và GW151226.

## Phát hiện sự kiện
Tín hiệu được đo bởi hai trạm của LIGO vào lúc 10∶11:58.6 UTC, với máy dò ở Hanford đo được tín hiệu sớm hơn 3 milli giây so với máy dò ở Livingston. Tần số sóng hấp dẫn đạt mức biến dạng cực đại trong khoảng 160 đến 199 Hz. Hai lỗ đen sáp nhập ở tín hiệu khoảng 172 Hz.